# モワイヤン・シャリ県
モワイヤン・シャリ県は、チャドの14の県のうちの1つである。チャドの南部に位置し、面積は45,180km2、人口は738,595人（1993年）である。県都はサール。

## 関連記事
2006年ザクウマの象の虐殺